# Stenella attenuata
Stenella attenuata (лат.) — небольшой тропический дельфин.

## Описание
Имеет длинную тонкую морду, чёрную спину, белый живот и горло. Длина новорожденного детёныша 80—90 см, в то время как взрослые особи достигают 2,5 метров в длину и весят 120 кг. Проявляет сильный полиморфизм в размерах и окраске. Самая значительная разница между прибрежными и пелагическими популяциями. Прибрежные формы больше и более пятнистые. Половая зрелость достигается в 10 лет у самок и 12 лет у самцов. Они живут около 40 лет.

## Места обитания и образ жизни
Пантропический вид, встречается во всех океанах от примерно 40 ° с.ш до 40 ° ю. ш., более распространён в низких широтах. Ареал охватывает и некоторые закрытые моря, например, Красное море и Персидский залив, но не включает Средиземное море.

## Питание
Кормом служит небольшая рыба, кальмары и ракообразные.